# Quintus Cloelius Siculus (Konsul)
Quintus Cloelius Siculus war ein Politiker der frühen Römischen Republik und Konsul des Jahres 498 v. Chr. Sein Amtskollege war Titus Larcius. Nach Dionysios ernannte er seinen Kollegen zum ersten Diktator und war später dessen Unterfeldherr.